# La Celle (Puy-de-Dôme)
La Celle ist eine französische Gemeinde mit 80 Einwohnern (Stand 1. Januar 2022) im Département Puy-de-Dôme in der Region Auvergne-Rhône-Alpes (vor 2016 Auvergne). Die Gemeinde gehört zum Arrondissement Riom und zum Kanton Saint-Ours (bis 2015 Pontaumur). Die Einwohner werden Cellois genannt.

## Lage
La Celle liegt etwa 50 Kilometer westnordwestlich von Clermont-Ferrand in der alten Kulturlandschaft der Combrailles. Umgeben wird La Celle von den Nachbargemeinden La Mazière-aux-Bons-Hommes im Norden und Nordwesten, Mérinchal im Norden, Saint-Avit im Osten und Nordosten, Condat-en-Combraille im Osten, Giat im Süden sowie Basville im Westen und Nordwesten.
Das Gemeindegebiet wird vom Fluss Tyx durchquert, der an der östlichen Grenze den See Étang de Tyx bildet. Das Gebiet um den See ist als Ökotop des Typs 1 (französisch ZNIEFF, zone naturelle d'interêt écologique, faunistique et floristique) ausgewiesen.

## Bevölkerungsentwicklung
| Jahr                       | 1962 | 1968 | 1975 | 1982 | 1990 | 1999 | 2006 | 2013 |
| Einwohner                  | 223  | 187  | 152  | 115  | 100  | 88   | 85   | 85   |
| Quellen: Cassini und INSEE |      |      |      |      |      |      |      |      |

## Sehenswürdigkeiten

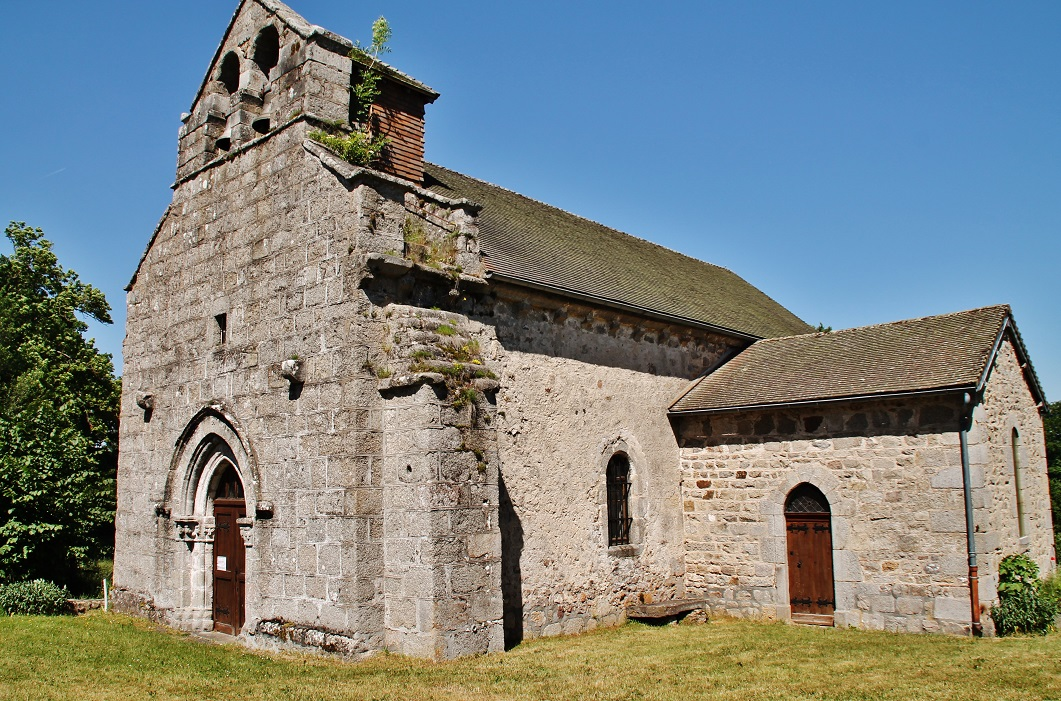
Kirche Saint-Pardoux

- Kirche Saint-Pardoux